# Berechurch
Berechurch är en ort i unparished area Colchester, i distriktet Colchester i grevskapet Essex i England. Orten är belägen 2 km från Colchester. År 1897 blev den en del av den då nybildade Colchester. Parish hade 113 invånare år 1881.